# Добрусин, Виталий Аркадьевич
Добру́син Вита́лий Арка́дьевич (25 ноября 1957, город Чкалов (ныне Оренбург)) — писатель, кинодраматург, издатель, руководитель медиахолдинга «Самарские судьбы». Заслуженный работник культуры Российской Федерации (1999).

## Биография
Отец — Добрусин Аркадий Михайлович (1936—2007) — доктор экономических наук, профессор. Мать — Добрусина Любовь Израилевна (род. 1933) — медсестра, на пенсии. В Самаре (Куйбышеве) В. А. Добрусин живёт с 1969 года. В 1978 году окончил филологический факультет Куйбышевского государственного педагогического института. В 2009 году решением учебного совета СГПУ ему было присвоено звание «Почётного выпускника Самарского государственного педагогического университета».
В 1979 году познакомился с заслуженным тренером СССР Владимиром Петровичем Петровым. Виталий Добрусин в то время проходил службу в армии. Владимир Петров искал преподавателей для велосипедистов-школьников, которые могли бы ездить вместе с командой на сборы и предложил такой вариант Виталию Добрусину. Он — согласился. Позже Виталий Добрусин будет вспоминать, что если бы не эта встреча — его жизнь сложилась бы совсем по-другому. Благодаря Петрову Добрусин написал книгу о велосипедистах, начал работать на телевидении, а затем и создал собственную телекомпанию. Получив вызов из куйбышевского спортивного клуба армии в декабре 1979 года, Виталий Добрусин отправился в Душанбе. Там на сборах он занимался с юными велосипедистами и знакомился со знаменитыми спортсменами. Одновременно работал над книгой и хотел получить одобрение В. П. Петрова. С мая 1980 года по декабрь 1981 года Виталий Добрусин опубликовал около 300 статей о велоспорте. В итоге Владимир Петров идею книги одобрил, так она была отдана в печать.
На телевидении с 1980 года. Начинал внештатным ведущим спортивных выпусков информационной программы «День за днём». С декабря 1981 года — в штате комитета по телевидению и радиовещанию Куйбышевского облисполкома.
Редактор спортивных передач (1981—1987), редактор молодёжной редакции (1987—1988), старший редактор информационно-публицистической программы «Студия-1» (1988—1991). В 1991—1992 годах параллельно с работой на ГТРК «Самара» участвовал в создании первой информационно-развлекательной программы телеканала «СКАТ» — «Вместо утреннего кофе», где был журналистом и ведущим.
С 1992 года руководитель творческого объединения «РИО» на ГТРК «Самара». В 1993 году на базе ТО «РИО» создал телекомпанию «РИО» и вместе с коллективом единомышленников покинул ГТРК «Самара». 27 декабря 1994 года телеканал «РИО» начал вещание в Самаре, а в 1995 году — в Тольятти и Сызрани. С основания телекомпании В. А. Добрусин — генеральный директор, а с 1996 года — президент ОАО «Телерадиокомпания РИО». Самые известные его творческие проекты на телеканале «РИО»: «РИО-Маркет», «Студия ДВА» (Студия Добрусина Виталия Аркадьевича), «Треугольник».
С 2005 года на московском канале ДТВ выходит документальный сериал «Как уходили кумиры», где В. А. Добрусин был автором идеи. Вот что пишет об этом сценарист сериала, известный писатель Фёдор Раззаков:
Идея телеверсии принадлежит известному самарскому тележурналисту Виталию Добрусину. Именно он той весной приехал по служебной необходимости в Москву, купил «Кумиров» и уже по ходу чтения понял — здесь есть благодатный материал для экранизации. В итоге руководство канала ДТВ в содружестве с издательством «Эксмо» и телекомпанией «Инфотон» решило начать цикл передач об ушедших кумирах отечественного искусства, литературы и спорта. Причём всё происходило стремительно: в мае начались предварительные переговоры, а уже спустя три месяца — 15 августа 2005 года — проект стартовал в эфире с передачи о Викторе Цое… Между тем успех телесериала «Как уходили кумиры» оказался настолько большим, что руководство ДТВ решило не только повторить цикл (то есть запустило его снова), но и продолжило выпускать новые серии в выходные дни (до этого он выходил строго по будням) в увеличенном формате — уже по 45 минут. В итоге на сегодняшний день свет увидели уже более 250 серий, что является рекордом для российского телевидения: таких протяжённых документальных сериалов у нас ещё не было.
С 2006 года на «РИО» Добрусин выпускает еженедельный документальный сериал «Самарские судьбы», а с 2007 года параллельно с работой на «РИО» издаёт журнал «Самарские судьбы», где является главным редактором. С 2012 года — единоличный владелец и генеральный директор ООО «ДЛД». В апреле 2011 года вместе с со своими топ-менеджерами продал контрольный пакет акций ОАО ТРК «РИО», решив сосредоточиться на проектах медиа-холдинга «Самарские судьбы»: одноимённом мультимедийном журнале и интернет-портале «Самарские судьбы» (www.samsud.ru). Владелец издательского дома «Добрусич», выпустившего книги Л. Запорожченко, А. Перчикова, М. Галесника, В. Рягузова, В. Плотникова, А. Сейненского, С. Лейбграда. Председатель правления Самарской областной культурно-просветительской общественной организации «Самарские судьбы» (с 2014).
С 2011 года организатор международных творческих конкурсов на интернет-портале www.samsud.ru: «Планета признается в любви Самарской губернии» (2011) — по итогам выпущен сборник «160 восторженных признаний»; «Самара детства моего», посвященный Б. Свойскому (2011—2012) — по итогам выпущен сборник «Б. Свойский и соавторы „Самара детства моего“»; «Первая любовь»(2012), «Самый счастливый день» (2012), «Мой Эльдар Рязанов» (2012) — по итогам выпущено специальное издание журнала «Самарские судьбы», «Забавный случай» (2012), «Кумиры нашего века» (2012), «Друг ты мой единственный» (2012), «Дом, в котором я живу» (2013), «Детское время» (2013); фотоконкурс «Домашняя реликвия» (2012) — по итогам выпущено специальное издание журнала «Самарские судьбы». В 2016—2017 годах по итогам конкурсов, проводимых на сайте, изданы сборники: «Собрание миниатюр», «Первая любовь», «Дорожное приключение», «Невероятная находка» и другие.
Руководитель творческого коллектива, разработавшего концепцию «Дневника самарского школьника» для учащихся города (2009). Вёл спецкурсы по журналистике в Самарском государственном педагогическом университете (2004) и в Самарском муниципальном институте управления (2008).
В 1990—1993 годах избирался депутатом Куйбышевского (Самарского) городского Совета народных депутатов, активный участник возвращения городу исторического имени Самара. В 2009—2014 годах член Общественной палаты Самарской области первого и второго созывов. В 2009 году был избран председателем комиссии по информационной политике Общественной палаты Самарской области. В 2011—2014 годах советник главы города Самары Азарова, Дмитрия Игоревича, который с 2017 года стал губернатором Самарской области. В 2015 году советник главы города Самары Фетисова, Александра Борисовича. С 2016  по 2020 годы - председатель комиссии по социальным вопросам и культуре Общественной палаты г. Самары.
Член Союза журналистов России (СССР) с 1986 года. Член Союза писателей России с 2004 года. Член Союза кинематографистов России с 2010 года. Член Академии российского телевидения (АРТ) с 2001 года. В 2009—2013 годах член Общественного совета при ГУВД Самарской области. Член Общественного совета при Управлении Федеральной службы судебных приставов по Самарской области с 2014 года. Член Попечительского Совета Самарского областного клинического госпиталя ветеранов войн. С 2016 года член Общественного совета по культуре при Губернаторе Самарской области.
Стихи и рассказы пишет с детства, первая публикация (стихотворение «Я болею») в 8 лет во всесоюзном детском журнале «Пионер» № 8, 1966 год.
Автор восемнадцати книг. В 1982 году в Куйбышеве вышла его первая книга «Звёзды куйбышевского велоспорта», в 1984 году — «Чемпионы растут на Волге». В 2004 году одна за другой вышли две его книги «Сожжённые письма» и «Украденные звёзды». Последняя в 2007 году была переведена на польский язык и вышла в Польше под названием «Россия, которую вы не знаете». Автор-составитель и издатель Биографической энциклопедии «Самарские судьбы», которая с 2010 года выходит ежегодно. В 2011 году стал автором-составителем и издателем Биографической видеоэнциклопедии «Самарские судьбы», состоящей из 50 фильмов. Автор-составитель мультимедийного издания «Наш Эльдар Рязанов». В 2017 году вышло три его книги: «Культурная элита запасной столицы в документах и иллюстрациях», «Спасибо за Высоцкого!» и «Свет ГМК».
Автор сценария более чем 40 биографических фильмов документального сериала «Самарские судьбы», в числе героев его фильмов: Михаил Тухачевский, Владимир Ульянов-Ленин, Лев Троцкий, Алексей Маресьев, Дмитрий Устинов, Владимир Высоцкий, Юрий Визбор, Валентина Караваева, Борис Ельцин, Александр Солженицын, Василий Аксёнов, Матвей Манизер, Валентин Ежов, Эльдар Рязанов.
Автор пьесы «Настенька» (2012), получившей 3-ю премию на Международном конкурсе драматургии «Новые писатели-2012» и в 2015 году 2-ю премию на Первом ежегодном конкурсе современной драматургии «Читаем новую пьесу» им. Семена Табачникова (опубликована в журнале «Русское эхо», № 6, 2014).
В ноябре 2014 года состоялась презентация интернет-проекта В. Добрусина — «Путешествие в Куйбышев 1941 года» (интерактивная 3D-карта города Куйбышева, ставшего во время войны запасной столицей СССР). В марте 2015 года сайт www.samara1941.ru получил высокую оценку известного французского историка Николя Верта : «Сайт „Куйбышев — запасная столица“ — это вообще уникальное явление! По-моему, это очень важное средство информации именно в педагогическом плане». В декабре 2015 года состоялась презентация нового интернет-проекта В.Добрусина «Литературные адреса Самары». В 2017 году стал автором двух масштабных выставок под открытым небом в центре Самары: «Спасибо за Высоцкого!» и «Свет ГМК».
Заслуженный работник культуры Российской Федерации (1999). Награждён медалью «За заслуги в проведении Всероссийской переписи населения» (2002), нагрудным знаком губернатора Самарской области «За труд во благо земли Самарской» (2007), почётным знаком Самарской Губернской Думы «За служение закону» (2009), орденом Святителя Иннокентия Русской православной церкви (2008). Лауреат Самарской Губернской премии в области культуры и искусства за 2007 и 2021 годы. Лауреат областной общественной акции «Народное признание-2013» в номинации «Во имя человека». Победитель конкурса «ХХ успешных людей Самары» 2014 года. Первые премии на областных журналистских конкурсах на призы губернатора Самарской области (2015 и 2016). Заслуженный работник средств массовой информации Самарской области (2015). Памятный нагрудный знак «Куйбышев — запасная столица 75» (2016). Почетная грамота и нагрудный знак I степени «За многолетний безупречный труд и выдающиеся заслуги перед Самарой» (2017). Высшая областная награда — знак отличия «За заслуги перед Самарской областью» (2018).
В 2010 году на ежегодном конкурсе, проводимом Союзом журналистов России, удостоен почетного звания «Золотое перо России». Лауреат премии Союза журналистов России за лучшее журналистское произведение года (1998, 2005, 2009). «Золотое перо Самарской губернии» за 2005 год. Победитель всероссийских и международных телевизионных конкурсов, в том числе Гран-при V Международного фестиваля документальных фильмов 2007 года в Кошалине (Польша) за фильм «Самарские судьбы. Владимир Высоцкий», Гран-при Международного журналистского конкурса в Дагомысе «Вся Россия-2007», Главный приз VI Всероссийского конкурса «Патриот России» (в Екатеринбурге) — 2007, Лауреат VII Международного фестиваля документальных фильмов «Кинолетопись-2008» в Киеве за фильм «Самарские судьбы. Николай Щорс», Главный приз на Всероссийском фестивале «Телепрофи-2009» (в Саратове) — за лучший сценарий — фильм «Самарские судьбы. Лев Троцкий».
Победитель Всероссийского конкурса «Медиа-менеджер-2004», лауреат Национальной Премии имени Петра Великого (2001). Неоднократный номинант, а в 2009 году — победитель Всероссийского телевизионного конкурса «ТЭФИ-регион». Победитель творческого конкурса имени Эдуарда Кондратова в номинации «Литература» за серию книг, связанных с историей города Самары (2017).
Женат. Жена — Нина Федоровна Добрусина. Дети — Татьяна, Алексей, Ольга. Внуки — Екатерина, Анастасия, Анна, Мария, Федор, Матвей и Софья. Дочь Полина от брака с Ольгой Павловой. 

## Избранные книги
- «Звезды куйбышевского велоспорта», 1982
- «Чемпионы растут на Волге», 1984
- «Сожженные письма», 2003
- «Украденные звезды», 2003 (переведено на польский язык и издано в Польше под названием «Россия, которую вы не знаете», 2008)
- «Биографическая энциклопедия «Самарские судьбы», 2010
- «Биографическая энциклопедия «Самарские судьбы», т.1, 2010, т.2, 2011
- «Наш Эльдар Рязанов», 2012
- «Самарские судьбы замечательных людей», 2016
- «Культурная элита запасной столицы», 2017 (второе издание 2019, третье издание 2020)
- «Свет ГМК», 2017
- «Спасибо за Высоцкого», 2017
- «Самара в игре», 2019
- «В гонке много поворотов», 2020
- «Дневник самарского блогера», 2021
- «Самарцы в Москве», (трехтомник - руководитель проекта), третий том - автор-составитель, 2021
- «Мои самарские герои», 2022
- «Юрий Рожин: «Я присягу давал», 2022
- «Мои самарские герои-2», 2024
- «Судьба Махмуда Калиматова», 2024

## Избранные документальные фильмы (автор сценария)
«9 тысяч километров по СССР», 1982
"Звезды боевого карате", 1991
«Прямой эфир для Горбачева», 2005
«Самарские судьбы. Михаил Тухачевский», 2006
«Самарские судьбы. Борис Левицкий», 2006
«Самарские судьбы. Василий Финкельштейн», 2006
«Самарские судьбы. Владимир Высоцкий», 2006
«Самарские лоси в Польше», 2007
«Самарские судьбы. Владимир Ульянов-Ленин», 2007
«Самарские судьбы. Николай Щорс», 2007
«Самарские судьбы. Матвей Манизер», 2007
«Самарские судьбы. Дмитрий Устинов», 2007
«Самарские судьбы. Валентин Ежов», 2008
«Самарские судьбы. Борис Ельцин», 2008
«Самарские судьбы. Валентина Караваева», 2008
«Самарские судьбы. Василий Аксенов», 2009
«Самарские судьбы. Александр Солженицын», 2009
«Самарские судьбы. Лев Троцкий», 2009
«Самарские судьбы. Тимур и его команда», 2010
«Самарские судьбы. Эльдар Рязанов», 2012
«Самарские тайны российского кино», 2015
«Культурная элита запасной столицы», 2017
«Небо Москвы» в Самаре», 2020
«И все-таки он состоялся» (о чемпионате России по велоспорту в Самаре), 2020
«Самарская судьба Владимира Кудряшова», 2020
«Герои запасной столицы», 2020
«Играй в свою игру», 2022
«Команда Игоря Азарова», 2022
«Судьба Махмуда Калиматова», 2024
«В поисках Григория Аксакова», 2024
"Гонка памяти Петрова", 2024

## Награды
- Заслуженный работник культуры Российской Федерации (1999)
- «Золотое перо Самарской губернии», (2005)
- Самарская губернская премия в области культуры и искусства (2007)
- Высшая премия Союза журналистов России — «Золотое перо России» 2010 года
- Победитель всероссийского телевизионного конкурса «ТЭФИ-регион» 2009 (за документальный сериал «Самарские судьбы»)
- Лауреат областной общественной акции «Народное признание» в номинации «Во имя человека» (2013)
- Заслуженный работник средств массовой информации Самарской области (2015)
- Победитель творческого конкурса им. Э. М. Кондратова в номинации «Литература» (2017)
- Высшая областная награда — знак отличия «За заслуги перед Самарской областью» (2018)
- Лауреат XXI Губернской общественной акции «Благородство» (2018)
- Самарская губернская премия в области культуры и искусства (2021)
- Почётный знак Губернатора Самарской области «За служение людям» (2022)